# Peggotty Bluff
Das Peggotty Bluff ist ein Kliff an der Südküste Südgeorgiens. Es ragt am Nordufer der King Haakon Bay nahe deren Kopfende auf.
Unweit dieses Kliffs errichteten im Mai 1916 der britische Polarforscher Ernest Shackleton und fünf Begleiter nach der Überfahrt von Elephant Island im Zuge der Endurance-Expedition (1914–1917) das sogenannte Peggotty Camp, dessen Name sich von der Familie Peggotty aus dem 1849/1850 veröffentlichten Roman David Copperfield des britischen Schriftstellers Charles Dickens ableitet. Das UK Antarctic Place-Names Committee übertrug diese Benennung 1958 auf das hier beschriebene Kliff.